# Eumerus sibiricus
Eumerus sibiricus är en tvåvingeart som beskrevs av Stackelberg 1952. Eumerus sibiricus ingår i släktet månblomflugor, och familjen blomflugor. Inga underarter finns listade i Catalogue of Life.